# Nombres indis
Els nombres indis són els símbols que representen nombres a l'Índia. Aquests nombres s'utilitzen generalment en el context de la numeració índia decimal. Estan relacionats amb els seus descendents del sistema de numeració indoaràbiga i els nombres aràbics.

## Nombres devanagari i els seus noms hindis i sànscrits
A continuació es mostra una llista dels nombres indis en la seva forma moderna devanagari, els equivalents corresponents hindús àrabs (europeus), la seva pronunciació en hindi i sànscrit, i traduccions en algunes llengües.
| Devanagari modern | Hindi–àrab | Paraula hindi per al numeral cardinal | Paraula sànscrita per al numeral cardinal (wordstem) | Cognats en d'altres llengües indoeuropees                          |
| ----------------- | ---------- | ------------------------------------- | ---------------------------------------------------- | ------------------------------------------------------------------ |
| ०                 | 0          | śūnya (शून्य)                           | śūnya (शून्य)                                          | shunno (bengalí, silheti)                                          |
| १                 | 1          | ék (एक)                               | eka (एक)                                             | yek (persa) æk (bengalí) ekh (silheti)                             |
| २                 | 2          | do (दो)                                | dvi (द्वि)                                             | dva (rus) due (italià) tveir (Nòrdic antic) dui (Bengalí, Silheti) |
| ३                 | 3          | tīn (तीन)                              | tri (त्रि)                                             | tri (Rus) three (Anglès)                                           |
| ४                 | 4          | chaar (चार)                            | catúr (चतुर्)                                          | katër (Albanès) četiri (Bosnià) chetyre (Rus) quattuor (Llatí)     |
| ५                 | 5          | pān̄c (पाँच)                             | pañca (पञ्च)                                          | pyat' (rus) penki (lituà) pięć (polonès)                           |
| ६                 | 6          | chaḥ (छः)                              | ṣáṣ (षष्)                                             | seis (espanyol) sex (Llatí)                                        |
| ७                 | 7          | sāt (सात)                              | saptá (सप्त)                                          | septem (llatí) sept (francès)                                      |
| ८                 | 8          | āṭh (आठ)                              | aṣṭá (अष्ट)                                           | astoņi (letó) åtte (noruec)                                        |
| ९                 | 9          | nou (नौ)                               | náva (नव)                                            | naw (Gal-lès) novem (llatí) noh (persa)                            |

Atès que el sànscrit és una llengua indoeuropea, és obvi (com també s'observa en el quadre) que les paraules per als nombres són molt semblants als del grec i el llatí. La paraula "Shunya" per al zero es va traduir a l'àrab com " صفر " "sifr", que significa "res" que es va convertir en el terme "zero" en molts idiomes europeus a partir del llatí medieval zephirum.

## Altres escriptures del Nord de l'Índia
Els cinc idiomes de l'Índia (hindi, marathi, konkani, nepalès i el mateix sànscrit) que han adaptat l'escriptura devanagari per al seu ús també utilitzen, de manera natural, els símbols numèrics anteriors; per descomptat, els noms dels nombres canvien segons la llengua. A continuació es presenta una llista dels símbols utilitzats en diverses escriptures índies modernes en comparació amb els numerals indo-àrabs i àrab oriental-índic per a les xifres del zero al nou:
Per als nombres en llengua bengalí i llengües assameses, vegeu els numerals bengalí-assamesos .
| Numerals indo-àrabs     | 0 | 1 | 2 | 3 | 4 | 5 | 6 | 7 | 8 | 9 | Anglès                       |
| Numerals Àrab-índic     | ٠ | ١ | ٢ | ٣ | ٤ | ٥ | ٦ | ٧ | ٨ | ٩ | Àrab                         |
| ----------------------- | - | - | - | - | - | - | - | - | - | - | ---------------------------- |
| Nombres Bengalí-Assamès | ০ | ১ | ২ | ৩ | ৪ | ৫ | ৬ | ৭ | ৮ | ৯ | Bengalí i Llengües Assameses |
| Nombres Gujarati        | ૦ | ૧ | ૨ | ૩ | ૪ | ૫ | ૬ | ૭ | ૮ | ૯ | Llengua Gujarati             |
| Nombres Gurmukhi        | ੦ | ੧ | ੨ | ੩ | ੪ | ੫ | ੬ | ੭ | ੮ | ੯ | Llengua Panjabi (Índia)      |
| Nombres Oriya           | ୦ | ୧ | ୨ | ୩ | ୪ | ୫ | ୬ | ୭ | ୮ | ୯ | Oriya                        |
| Nombres Lepcha          |   |   |   |   |   |   |   |   |   |   | Nepal, Sikkim i Bhutan       |

## Llengües del sud de l'Índia
Per als nombres en llengua tàmil vegeu els nombres en tàmil. Per als nombres en llengua telugu vegeu els nombres en telugu.
| nombres Telugu             | ౦ | ౧ | ౨ | ౩ | ౪ | ౫ | ౬ | ౭ | ౮ | ౯ | Telugu    |
| nombres en kanarès         | ೦ | ೧ | ೨ | ೩ | ೪ | ೫ | ೬ | ೭ | ೮ | ೯ | Kanarès   |
| nombres en Tàmil i Grantha | ௦ | ௧ | ௨ | ௩ | ௪ | ௫ | ௬ | ௭ | ௮ | ௯ | Tàmil     |
| nombres Malaiàlam          | ൦ | ൧ | ൨ | ൩ | ൪ | ൫ | ൬ | ൭ | ൮ | ൯ | Malaiàlam |

## Història
El sistema decimal es remunta al 500 dC. a l'Índia. Abans d'aquesta època, s'utilitzava el sistema de numeració Brahmi; aquest sistema no incloïa el concepte del valor posicional dels nombres. En el seu lloc, els numerals Brahmi inclouen símbols addicionals per a les desenes, així com a símbols separats per cent i mil.

El sistema de posició indi dels numerals es va estendre a la veïna Pèrsia, on van ser recollits pels àrabs conqueridors. El 662, Sever Sebokht - un bisbe nestorià que vivia a Síria va escriure: 
Vaig a ometre tota discussió de la ciència dels indis ... dels seus descobriments subtils en l'astronomia - descobriments que són més enginyosos que els dels grecs i els babilonis - i dels seus valuosos mètodes de càlcul que superen descripció. Només vull dir que aquest càlcul es fa per mitjà de nou signes. Si els que creuen que perquè parlen grec han arribat als límits de la ciència llegissin els textos indis, es convencerien, encara que sigui una mica tard, que hi ha altres persones que coneixen alguna cosa de valor.
L'addició del zero com a desè dígit posicional està documentat d'ençà el segle VII per Brahmagupta, encara que el manuscrit Bakhshali, que és anterior, escrit en algun moment abans del segle cinquè, també incloïa el zero. Però és en els nombres Khmer de la Cambodja moderna, on es va trobar la primera evidència material existent del zero com a valor numèric, que data el seu ús al segle setè.
Com era dels àrabs que els europeus van aprendre aquest sistema, els europeus els van anomenar nombres aràbics; els àrabs es refereixen als seus nombres com a nombres indis. En els cercles acadèmics se'ls anomena hindi-aràbics o indoaràbics.
La importància del desenvolupament del sistema de numeració posicional la va descriure molt bé el matemàtic francès Pierre Simon Laplace (1749-1827), que va escriure:
És l'Índia que ens va donar el mètode enginyós d'expressar tots els nombres per mitjà de deu símbols, amb cada símbol rebent un valor de posició, així com un valor absolut; una idea profunda i important que sembla tan senzilla per a nosaltres ara que ignorem el seu veritable mèrit, però la seva mateixa simplicitat, la gran facilitat que ha prestat a tots els càlculs, posa la nostra aritmètica a la primera fila d'invencions útils, i que apreciarem la grandesa d'aquest assoliment si tenim en compte que va escapar del geni d'Arquimedes i Apol·loni, dues de les ments més grans produïdes per l'antiguitat.

Tobias Dantzig va dir això a Nombre:

Aquest llarg període de gairebé cinc mil anys van veure la pujada i la caiguda de moltes civilitzacions, cadascuna deixant rere seu una herència de la literatura, l'art, la filosofia i la religió. Però quin va ser l'assoliment net en el camp de la mesura, el primer art practicat per l'home? Una numeració inflexible tan rudimentària que feia que el progrés fos gairebé impossible, i un dispositiu de càlcul d'un abast tan limitat que fins i tot els càlculs elementals necessitaven els serveis d'un expert. [ ... ] L'home va utilitzar aquests dispositius durant milers d'anys [ ... ] sense aportar ni una sola idea important per al sistema!
[…] fins i tot en comparació amb el lent creixement de les idees durant l'Edat Mitjana, la història dels mesuraments presenta una imatge especial d'estancament i desolació.
Quan es veu en aquesta llum, els èxits del desconegut hindú que en algun moment dels primers segles de la nostra era va descobrir el principi de posició assumeixen la importància d'un esdeveniment mundial.